# كيم نا يونغ
كيم نا يونغ، والمعروفة بإسم نايونغ (بالكورية: 김나영)‏ هي مغنية وممثلة كورية جنوبية، ولدت يوم 23 نوفمبر 1995 في سول في كوريا الجنوبية.

## روابط خارجية
- Kim Na-young على موقع ميوزك برينز (الإنجليزية)
- Kim Na-young على موقع ديسكوغز (الإنجليزية)
- Kim Na-young على موقع قاعدة بيانات الفيلم (الإنجليزية)